# Козловский, Юрий Валентинович
Ю́рий Валенти́нович Козло́вский (род. 1943, Карымский район, Читинская область) — советский и российский военный лётчик, сумевший отвести неисправный самолет от Читы в марте 1973 года; майор в отставке; кавалер ордена «За службу Родине в Вооружённых Силах СССР» III степени (1977).

## Биография
Родился в 1943 году в селе Ульзутуево, Карымского района, Забайкальского края в семье Валентина Козловского — полковника инженерных войск, направленного туда с целью строительства дорог. Во время рождения младшего сына отец был на линии фронта, когда Юре исполнился год и месяц мать вместе с детьми перебралась в Краснозаводск Загорского района Московской области, к брату.
Отец умер в 1948 году и матери приходилось много работать чтобы содержать детей. Ещё подростком Юрий ей помогал — трудился с кочегарам в котельной, за что получал уголь для домашнего отопления. За любовь в технике получил кличку «механик» и готовился стать водителем. Сразу после школы оказался на заводе, куда его взяли учеником слесаря, а затем и токарем.
Полёт Юрия Гагарина в 1961 году изменил все юношеские планы. И по достижении призывного возраста Козловский приложил все усилия, чтобы попасть служить в авиацию. Так 17 августа 1962 года Козловский оказался среди курсантов Ейского ордена Ленина высшего военно-авиационного училища лётчиков. По окончании уже лейтенантом в конце 60-х годов проходил службу в Группе советских войск в Германии в Альтес-лагер и Брандт. Стал лётчиком первого класса, мастером боевого применения. Спустя шесть лет был переведён в Забайкалье на должность заместителя командира эскадрильи—начальника штаба эскадрильи—старшего лётчика.
27 марта 1973 года во время тренировочного полёта на сверхзвуковом истребителе-бомбардировщике Су-7 у капитана Козловского отказало навигационное оборудование и радиосвязь. В результате самолёт оказался над Читой практически без топлива. Чтобы не допустить падения на жилые кварталы, рискуя жизнью, он тянул до последнего, отводя самолет от города и только за его пределами катапультировался. Однако было слишком поздно — едва парашют раскрылся, из-за недостаточной высоты он почти сразу ударился о каменистую сопку и получил открытые переломы обеих голеней. Самостоятельно перетянув ноги жгутом, при температуре воздуха ниже 20° в лёгком костюме, потеряв много крови, старался добраться до цивилизации ползком. Поисковая операция из вертолётов длилась три дня, положение осложнялось тем, что штурман наведения «потерял» машину Козловского на экране локатора, потому было неизвестно, в какую сторону от города он ушёл. По мнению руководства в такую погоду в безлюдной местности на морозе в лёгкой одежде пилот выжить не мог и не увенчавшись успехом, операция была свёрнута. Однако один из вертолётчиков, Роберт Волков, добился разрешения осуществить последний вылет. Успехом его поиски также не увенчались, однако на обратном пути он заметил тело, лежащее на белом гравии у обочины дороги. Юрий Козловский всё же смог добраться до шоссе, однако выполз к ремонтируемому участку, на котором не было движения.
Врачи ампутировали обе ноги до коленей и провели ряд других операций, поскольку организм был глубоко обморожен и истощён. Медики были уверены, что Козловский не выживет. Тридцать суток в реанимации, 35 литров перелитой крови. Интенсивный курс лечения поврежденных органов занял ещё два года. В результате он не просто выжил — после увольнения в запас 14 августа 1975 года и получения I группы инвалидности смог вернуться к нормальной жизни, женился.
Вышедшие вскоре очерки военного обозревателя «Красной звезды» Юрия Романова «Забайкальская Одиссея» и корреспондента «Комсомольской правды» Геннадия Бочарова «Непобеждённый» помогли найти работу в ОКБ Сухого в лаборатории по изучению и разработке искусственного сердца, в которой он проработал до 1991 года. В 90-е годы пытался заниматься бизнесом.
С 2005 года является заместителем Генерального директора фонда «Московский ветеран». В 2011 году он вновь поднялся в воздух на самолёте своего друга Григория Комаренко. В 2013 году летал на воздушном шаре, гидросамолёте и даже прыгал с парашютом.

## Награды
- орден «За службу Родине в Вооружённых Силах СССР» (февраль 1977)[6];
- Почётный знак ВЛКСМ (май 1977)[7];
- знак «Почётный гражданин города Читы» (28 май 2023)[8][9];
- медаль Забайкальского края «За честь и мужество»[9].